# Скотт Путескі
Скотт Мітчелл Путескі (28 квітня 1968 — 22 жовтня 2017), також відомий під сценічним псевдонімом Дейзі Берковіц — американський гітарист. 
Він був одним із засновників рок-гурту Marilyn Manson & the Spooky Kids (пізніше скорочена назва — просто Marilyn Manson) і гітаристом гурту до 1996 року. Після відходу з гурту Путескі брав участь у низці інших проєктів, таких як Three ton Gate, Linda Blairs, Jack Off Jill, Stuck on Evil (раніше називався Rednecks on Drugs), Kill Miss Pretty та Daisy Kids.

## Біографія
Скотт Путескі народився в Лос-Анджелесі, штат Каліфорнія, був усиновлений і виріс у Нью-Джерсі. Його сім'я була єврейською, але сам він називав себе атеїстом. Його першими інструментами були флейта і малий барабан, а в 6 класі він приєднався до шкільного хору. Він почав грати на гітарі, коли йому було 15. Його ранніми захопленнями були малювання, та фільми про "Зоряні війни".

### Знайомство з Меріліном Менсоном
Путескі та Мерілін Менсон познайомилися в клубі Форт-Лодердейла під назвою The Reunion Room, а згодом на місцевій афтепаті в грудні 1989 року. Вони створили концепцію гурту Marilyn Manson & The Spooky Kids, який висміював лицемірство американських ЗМІ та їхню одержимість серійними вбивцями й красивими жінками. Для цього виступу він взяв сценічний псевдонім Дейзі Берковіц, вигаданий шляхом змішування імен героїні серіалу "Дюки з Хаззарду" Дейзі Дюк та серійного вбивці Девіда Берковіца.
У 1996 році творчі розбіжності з Менсоном призвели до того, що Путескі покинув студію до завершення роботи над "Antichrist Superstar". Менсон почав більше працювати з іншими учасниками гурту, а темна атмосфера виробництва "Antichrist Superstar" призвела до того, що Берковіца витіснили з гурту. Однак йому приписують написання музики до чотирьох пісень альбому, серед яких і другий сингл "Tourniquet". Через невиплату роялті Берковіц подав позов проти Менсона на суму 15 мільйонів доларів, який згодом було врегульовано на конфіденційних умовах.

### Творчість після Меріліна Менсона
Наприкінці 1998 року Путескі приєднався до давніх співпрацівників Меріліна Менсона Jack Off Jill, замінивши учасника Хо Хо Спейда, який пішов, і зігравши на живій гітарі в їхньому турі Західним узбережжям у 1999 році, який тривав лише кілька концертів. Його першою записаною роботою з групою був EP Covetous Creature 1998 року, для якого він позичив гітару і взяв участь у продюсуванні.
На початку 1999 року SMP вже не був учасником Jack Off Jill. Сам Путескі був небагатослівним, але в інтерв'ю MTV News він повідомив, що розставання було мирним. Він знову повернувся до Форт-Лодердейла, штат Флорида, щоб відновити роботу над власною музикою, насамперед шукаючи живий гурт для виконання матеріалу Three Ton Gate. Тим часом він успішно подав до суду на Меріліна Менсона за те, що, як він стверджував, було невиплаченими роялті за його внесок у "Antichrist Superstar". У цьому ж судовому процесі Путескі отримав права на 21 невиданий запис гурту Marilyn Manson & the Spooky Kids.
Невдовзі після цього Путескі відродив Three Ton Gate, щоб відіграти під цією назвою серію концертів по всій Америці у 2011 році, починаючи з Нью-Йорка 15 жовтня.

## Смерть
У вересні 2013 року у Путескі діагностували рак товстої кишки четвертої стадії. Помер 22 жовтня 2017 року у віці 49 років.

## Дискографія
Marilyn Manson (and the Spooky Kids)
- The Raw Boned Psalms (1990)
- The Beaver Meat Cleaver Beat (1990)
- Big Black Bus (1990)
- Grist-o-Line (1990)
- Lunchbox (1991)
- After School Special (1991)
- Live as Hell (1992)
- The Family Jams (1992)
- Refrigerator (1993)

Разом з гуртом Marilyn Manson
- Portrait of an American Family (1994)
- Smells Like Children (1995)
- Antichrist Superstar (1996)
- Lunch Boxes & Choklit Cows (2004)
- Lest We Forget: The Best Of (2004)

Разом з гуртом Three Ton Gate
- Vanishing Century (1997)
- Rumspringa (2002)
- Lose Your Mind (2003)

Разом з гуртом Jack Off Jill
- Covetous Creature (1998)

Разом з Stuck on Evil
- Suntanic (2001)

Daisy Berkowitz
- Millenium Effluvium (2014)

Justin Symbol
- VΩIDHEAD (2014)

The Daisy Kids
- Mr Conrad Samsung (2015)

Guest appearances
- 2000 Years of Human Error (Godhead, 2001)
- The Chrome Recordings (TCR, 2004)
- Judy Garland (Kill Miss Pretty, 2010)